# Срце ТВ
Срце ТВ или Чаковечка телевизија је хрватска телевизија, која емитује из Чаковца, од 2002. године.
Програм има 20 сопствених емисија. На програму се емитују разни филмови, теленовеле, емисије, вести и спорт из Међумурја. Телевизија се емитује у Међимурској, Вараждинској, Копривничко-крижевачкој и Бјеловарској-билогорској жупанији.